# 荀灌
荀 灌（じゅん かん、303年 - 没年不詳）は、中国西晋の女性。

## 生涯
荀灌は、襄城郡太守であった荀崧の末娘であり、『三国志』の名参謀として有名な荀彧の子孫にあたる。建興3年（315年）、襄城が杜曾の反乱軍に包囲されて糧食が尽きようとしたとき、数えでわずか13歳の荀灌が数十名の決死隊を率いて包囲を脱出した。そして、平南将軍の石覧らに救援を求めて、反乱軍を敗走させた。
張献忠と戦った女性将軍の秦良玉や数え17歳で城を守った少女軍人の沈雲英と並び、中国史における女性軍人として有名である。